# Nieuwkoop
Nieuwkoop é um município dos Países Baixos, situado na província da Holanda do Sul. Tem 91,16 km² de área e sua população em 2020 foi estimada em 29.021 habitantes.